# Ідріс I (Лівія)
Ідріс I (араб. إدريس الأول; повне ім'я Мухаммед Ідріс аль-Махді ас-Сенусі; нар. 12 березня 1890, Ель-Джагбуб— пом. 25 травня 1983, Каїр) — король Лівії у 1951—1969 рр.

## Життєпис
Народився 1890 р. в Джагбубі (Киренаїка), внук засновника ордену сенуситів Мугаммеда ібн Алі ас-Сенусі. Після поразки сенуситів у воєнних діях проти британських військ усунув у березні 1916 Агмеда аш-Шеріфа від влади і став еміром Киренаїки та головою ордену сенуситів. Притримувався пробританської орієнтації. Уклав у 1917 р. в Акрамі угоду з Італією і Великою Британією, згідно якої визнавався суверенітет Ідріса над неокупованою частиною Киренаїки, припинялись воєнні дії з Італією і В.Британією, відновлювалась свобода торгівлі між Єгиптом і Лівією.
У 1917 вигнав з Киренаїки турецьких військових представників. Угода Ідріса з італійською військовою владою в Ер-Раджмі (1920) визнавала поділ Лівії на дві частини: Триполітанію і Киренаїку, підтверджувала владу Ідріса в неокупованій частині Киренаїки, йому та іншим членам роду Сенусі призначались грошові субсидії. Зі згоди В.Британії та Італії проводив воєнні дії проти триполітанських племен. У грудні 1922 р. емігрував до Єгипту.
Згідно з угодами Ідріса з Великою Британією (1936,1940) у 1940 році з тих лівійців, що перебували в Єгипті, були сформовані військові підрозділи, які брали участь у звільненні Лівії від італо-німецьких військ. У 1944 р. повернувся в Киренаїку. У 1949 році проголосив Киренаїку незалежною державою (еміратом). З 24 грудня 1951 р. король Об'єднаного Лівійського королівства (з 1963 — Лівійського королівства). 1 вересня 1969 р. був скинутий в результаті військового перевороту, емігрував до Єгипту. У 1971 р. в Лівії заочно засуджений до смертної кари. Помер у Каїрі 25 травня 1983 р.